# North American B-25 Mitchell
De North American B-25 Mitchell (NAVO-codenaam: Bank) is een Amerikaanse middelzware bommenwerper van de vliegtuigproducent North American Aviation. Tijdens de Tweede Wereldoorlog werd hij op alle fronten ingezet, maar voornamelijk boven de Stille Oceaan. Er zijn tal van verschillen tussen de opeenvolgende versies, naarmate het ontwerp in de loop van de oorlog werd aangepast.

## Beschrijving
De eerste B-25 had zijn dakgeschutskoepel vooraan bij de cockpit en had aan beide boordzijden geschutsramen. Onderaan had dit type toestel nog een platte buikgeschutskoepel. Onder en opzij van de cockpit waren aan beide zijden, elk twee 12,7mm-mitrailleurs.
Vanaf de C-versie kregen de B-25 Mitchells vooraan een neusgeschutskoepel, in tegenstelling tot de "gewone" B-25. De geschutskoepel bovenaan het vliegtuig stond middenachter en de B-25 had geen zijwaartse geschutsramen, maar wel een staartschutterspost. De buikschutterspost ontbrak bij deze versie.
Er kon 2268 kilogram aan bommen worden meegenomen.

## Inzet
De bekende Doolittle Raid op Tokio, in april 1942, geleid door luitenant-kolonel Doolittle, was bedoeld om Japan een morele klap toe te brengen, en vooral om de Amerikanen een hart onder de riem te steken. Deze aanval werd uitgevoerd met B-25's van dit type. Zij stegen op van het vliegdekschip USS Hornet (CV-8), een unicum voor deze vliegtuigen die daarvoor niet ontworpen waren.
Van deze bommenwerper zijn er in alle versies bijna 10.000 exemplaren gemaakt. Het was in productie vanaf 1939 en de laatste exemplaren verlieten in 1945 de fabriek.

## Galerij

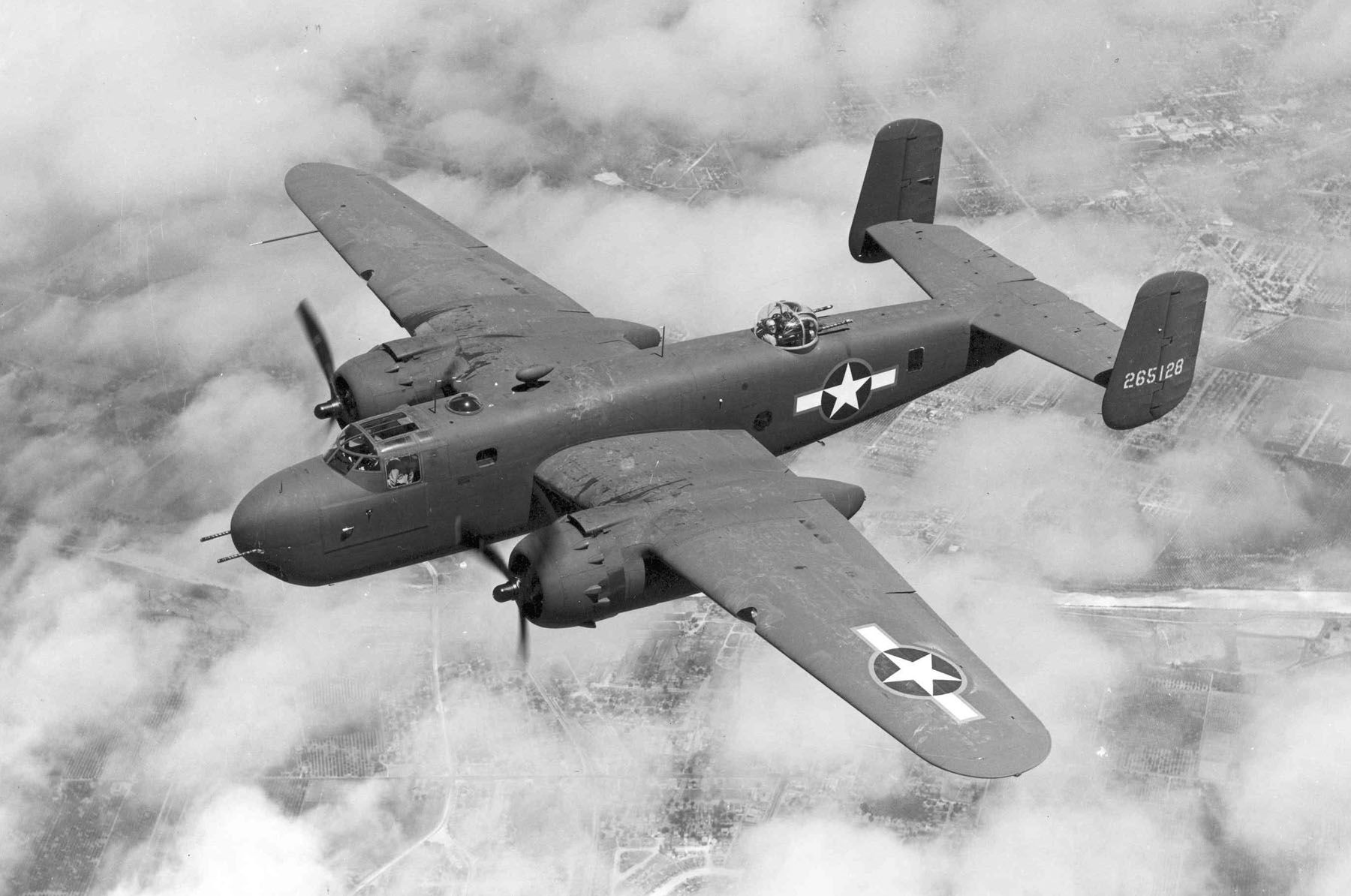
Zonder neuskoepel
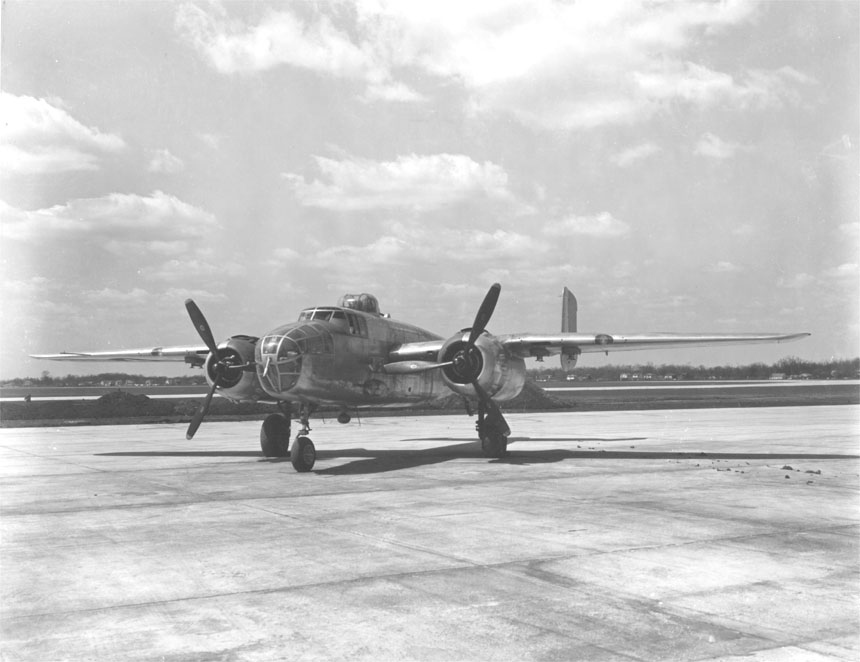
Met neuskoepel
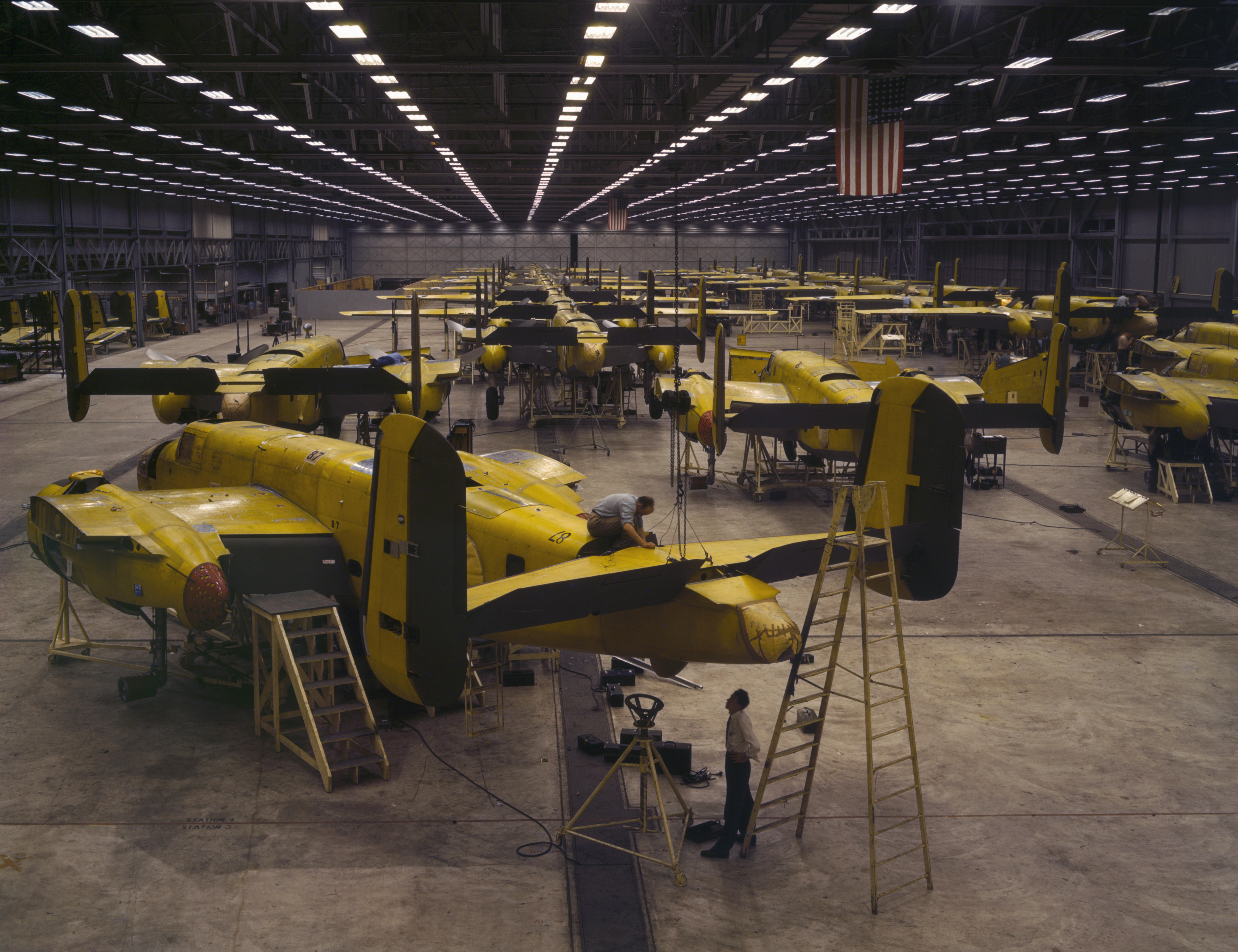
Assemblage van de B-25
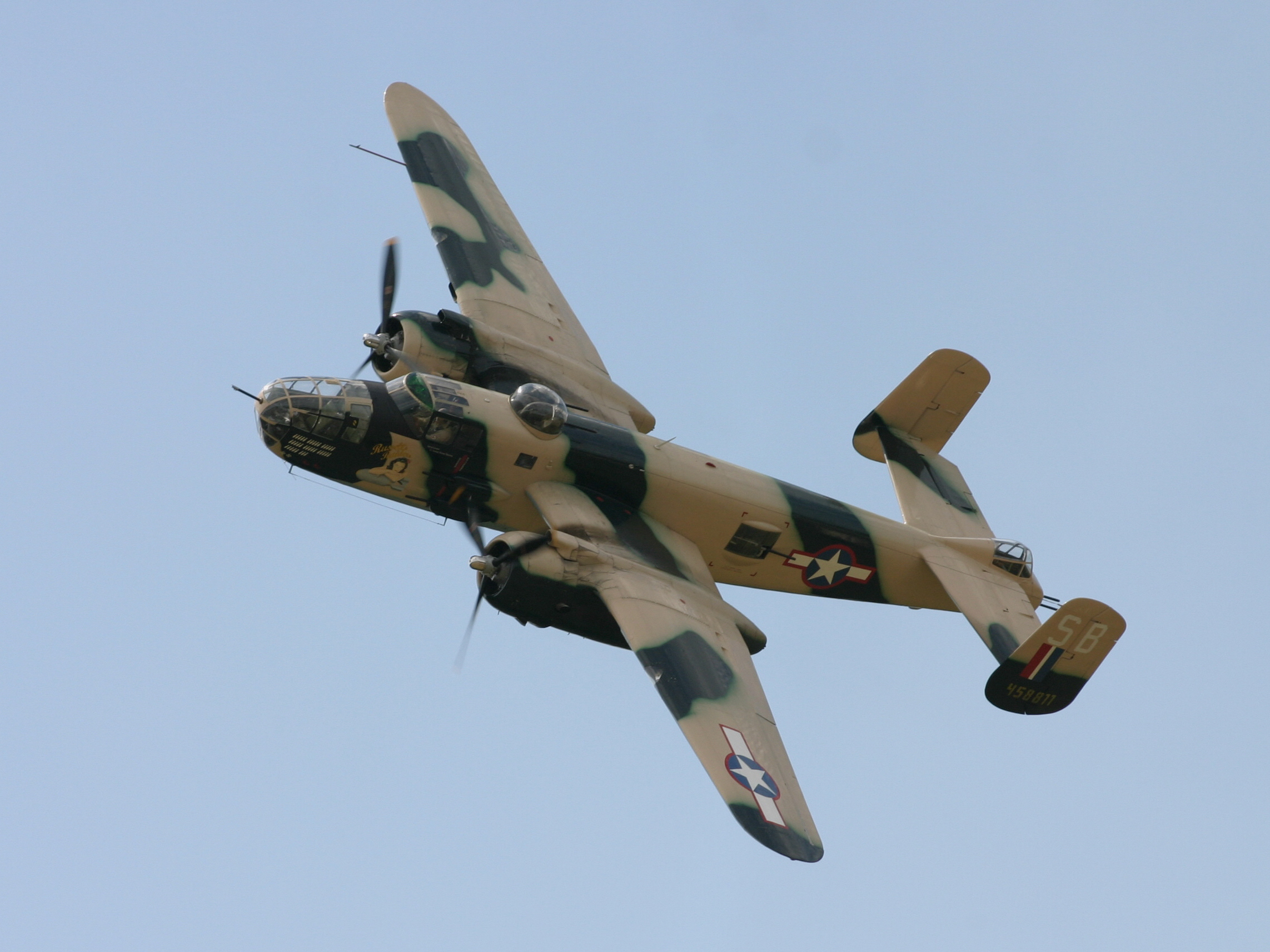
Een B-25 bij de International Air Picnic in het Poolse Góraszka (2007)
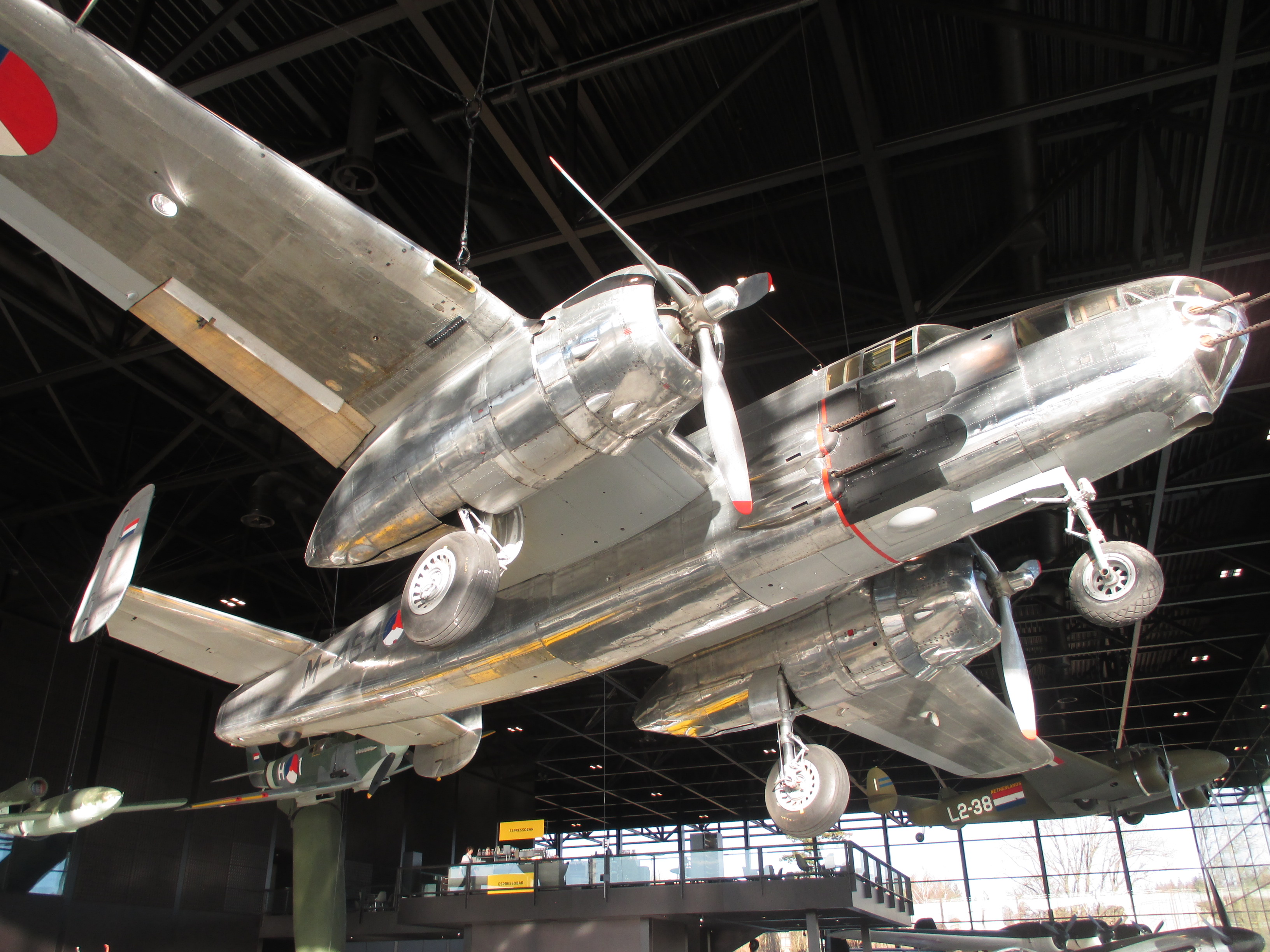
B-25, Nationaal Militair Museum, Soesterberg.